# Walter Niemann
Pour les articles homonymes, voir Niemann.
Walter Niemann est un compositeur, critique musical et musicographe allemand né le 10 octobre 1876 à Hambourg et mort le 17 juin 1953 à Leipzig.

## Biographie
Walter Niemann naît le 10 octobre 1876 à Hambourg,,.
Il commence son apprentissage musical auprès de son père, le pianiste et compositeur Rudolph Niemann (1838-1898), avant de travailler avec Engelbert Humperdinck puis d'étudier au Conservatoire de Leipzig entre 1898 et 1901, avec Carl Reinecke notamment, ainsi qu'à l'Université de Leipzig avec Hugo Riemann et Hermann Kretzschmar (en), en musicologie. Il est reçu docteur en 1901 avec sa thèse Über die abweichende Bedeutung der Ligaturen in der Mensuraltheorie der Zeit vor Johannes de Garlandia, publiée en 1902 à Leipzig (rééditée en 1971, Wiesbaden),.
Entre 1904 et 1906, Walter Niemann est rédacteur à la Neue Zeitschrift für Musik. Il fait ensuite carrière comme professeur, d'abord à Hambourg, entre 1906 et 1907, puis à Leipzig. Entre 1907 et 1917, il est également auteur et critique musical aux Leipziger Neueste Nachrichten (de), avant de se consacrer exclusivement à la composition, « en étroite communion avec la nature, les chants et les danses populaires, les contes et légendes de la patrie ».
Comme compositeur, il est l'auteur de quelques œuvres pour orchestre et orchestre à cordes, d'une sonate pour violon et piano, et de très nombreuses pièces pour piano seul (plus de cent cinquante numéros d'opus). Son écriture, dans un premier temps influencée par Schumann et Brahms, intègre progressivement des éléments inspirés des chants populaires, de l'impressionnisme et de l'exotisme.
Comme critique musical, Walter Niemann défend Hans Pfitzner, Jean Sibelius et Edward MacDowell, mais s'oppose à Richard Strauss, Gustav Mahler et Arnold Schönberg. Vers la fin de sa vie, il s'attache « à faire revivre les formes anciennes de la musique ».
Il meurt le 17 juin 1953 à Leipzig,,.

## Écrits
Parmi ses écrits, figurent, :
- Musik und Musiker des 19. Jahrhunderts (Leipzig, 1905) ;
- Die Musik Skandinaviens (Leipzig, 1906) ;
- Das Klavierbuch (Leipzig, 1907 ; 5e éd., 1920) ;
- Edvard Grieg: Biographie und Würdigung seiner Werke (Leipzig, 1908), avec Gerhard Schjelderup (en) ;
- Das Nordlandbuch (Weimar, 1909) ;
- Die musikalische Renaissance des 19. Jahrhunderts (Leipzig, 1911) ;
- Taschenlexikon für Klavierspieler (Leipzig, 1912 ; 4e éd., 1918, sous le titre Klavier-Lexikon)
- Die Musik seit Richard Wagner (Leipzig, 1913 ; 5e éd. et éditions ultérieures sous le titre Die Musik der Gegenwart seit Richard Wagner)
- Jean Sibelius (Leipzig, 1917) ;
- Die nordische Klaviermusik (Leipzig, 1918) ;
- Die Formen der Instrumentalmusik (Leipzig, 2e éd., 1918), avec Otto Klauwell ;
- Die Virginalmusik (Leipzig, 1919) ;
- Meister des Klaviers (Berlin, 1919) ;
- Brahms (Leipzig, 1920 ; 14e éd., 1933 ; traduction anglaise, New York, 1929 ; rééd. New York, 1969).